# Ordi Dimacísio
Ordi Dimacísio (em armênio/arménio: Որդի; 483) foi um nobre armênio (nacarar) do século V, membro da família Dimacísio, que esteve ativo no reinado do xainxá Perozes I (r. 459–484).

## Nome
Ordi (Որդի) é um nome de origem armênia que derivou do substantivo comum ordi (որդի), "filho, herdeiro".

## Contexto

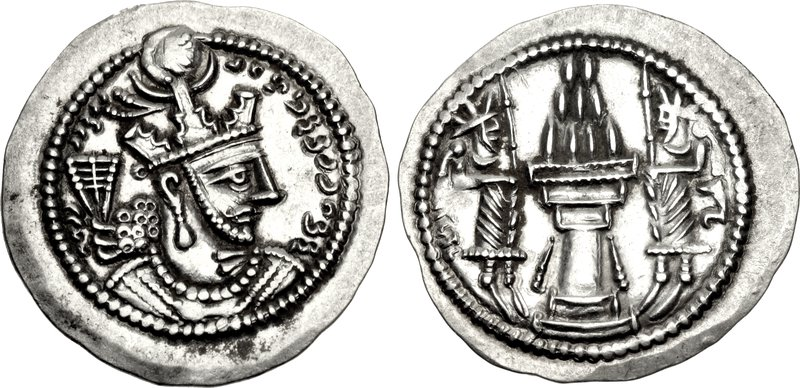
Dracma de r.

Após 387, o Reino da Armênia foi dividido em duas zonas de influência, a bizantina e a persa. Além disso, em 428, o último rei arsácida, Artaxias IV (r. 423-428), foi deposto pelo xainxá Vararanes V (r. 420–438) a pedido dos nacarares, inaugurando o Marzobanato da Armênia. Muito rapidamente, os armênios desiludiram: em 449, Isdigerdes II (r. 438–457) ordenou que eles apostatassem e se convertessem ao zoroastrismo. Sob a liderança de Vardanes II, se revoltaram, mas foram derrotados em junho (ou 26 de maio) de 451 na Batalha de Avarair; a maioria dos nacarares que participaram da revolta foram então deportados à capital persa de Ctesifonte. Após Avarair, os armênios foram constantemente chamados pelos persas para expedições militares distantes e foram obrigados a aceitar o crescente poder dos apóstatas. No contexto, receberam bem o apelo da revolta de Vactangue I (r. 447–522), que sublevou contra os persas.

## Vida

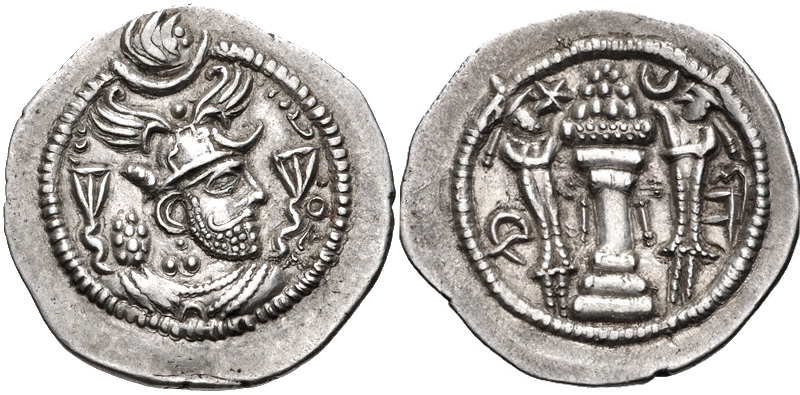
Dracma de r.

Ordi foi membro da família Dimacísio, mas sua parentela é desconhecida. Quando Vaanes I aceitou apoiar a revolta de Vactangue contra o xainxá Perozes I (r. 459–484), decidiu apoiar os rebeldes. Na primavera de 483, quando as tropas do general Zarmir, o Azarapates aproximaram-se de Dúbio com a intenção de cercar os rebeldes na cidade, participou da Batalha de Narseapate na qual os rebeldes, embora numericamente em desvantagem, conseguiram vencê-los.